# Formalisme
Formalisme er en medie- og litteraturvidenskabelig analysetilgang til at arbejde med forskellige former for tekster (film, reklamer, romaner, tv-serier) der fokuserer på at analysere værket ”form” snarere end dets ”indhold”. Formalistisk kritik udelukker "ydre" aspekter af et kunstværk som de historiske, sociale, politiske eller etiske aspekter af værket til fordel for dets tekniske eller abstrakte kvaliteter (form, farve, sammensætning, struktur, struktur osv.).